# Coleodactylus brachystoma
A lagartixa goiana (Coleodactylus brachystoma) é uma espécie de lagarto da família Sphaerodactylidae. A espécie é endêmica do Brasil.
C. brachystoma é ovípara e é encontrada nos estados brasileiros de Goiás, Mato Grosso e Piauí.